# 鸭子口乡
鸭子口乡，是中华人民共和国湖北省宜昌市长阳土家族自治县下辖的一个乡镇级行政单位。

## 行政区划
鸭子口乡下辖以下地区：
厚浪沱村、鸭子口村、刘坪村、楠木坪村、天柱山村、杨溪村、古坪村、马连坪村、静安村和巴山村。